# Shannon (Groenland)
Shannon is een onbewoond eiland in Nationaal park Noordoost-Groenland in het oosten van Groenland.
Het eiland is vernoemd naar het Britse fregat HMS Shannon.

## Geografie
Het eiland ligt aan de noordoostzijde van de Hochstetterbaai. Aan de westzijde van het eiland ligt de Shannon Sund.
Aan de overzijde van het water ligt in het zuiden Wollaston Forland, in het zuidwesten het eiland Kuhn Ø en in het westen Hochstetter Forland